# Oudalan
Oudalan är en provins i Burkina Faso.   Den ligger i regionen Sahel, i den nordöstra delen av landet, 290 km nordost om huvudstaden Ouagadougou. Antalet invånare är 146 017. Huvudort är Gorom-Gorom.